# Петров Микола Іванович
Мико́ла Іва́нович Петро́в (24 квітня 1840, с. Вознесенське Унженської волості Макаріївського повіту Костромської губернії — 20 червня 1921, Київ) — історик української літератури і української науки, етнограф, церковний історик, літературознавець, мистецтвознавець, археолог, краєзнавець, громадський діяч. Зберігач музею Київської духовної академії. Був обраний членом понад 40 товариств і громадських організацій: Член Київського товариства старожитностей і мистецтв, Київського товариства охорони пам'ятників старовини та мистецтва, Українського Наукового Товариства у Києві, член-кореспондент Російського археологічного товариства тощо.
Колега і друг Опанаса Івановича Булгакова, хрещений батько Михайла Опанасовича Булгакова та його сестри Варвари.

## Життєпис
За походженням — росіянин. Народився селі Вознесенське Костромської губернії в багатодітній родині дяка. У 1850—1856 роках навчався в Макаріївському духовному училищі, у 1856—1860 рр. — в Костромській духовній семінарії.
у 1861—1865 рр. — в Київській духовній академії. У своїх дослідженнях української літератури дотримувався порівняльно-історичних методів. Займався також археологією.
У 1865 році в «Працях КДА» були опубліковані його дослідження літературної спадщини Феофана Прокоповича та викладача Київської академії Митрофана Довгалевського. Після закінчення академії він був призначений на викладача словесності і латинської мови до Волинської духовної семінарії.
У 1866 р. одружився з Єлизаветою Іванівною Масальською.
13 січня 1867 р. був затверджений у званні кандидата богослов'я, а в вересні 1867 р. призначений викладачем логіки Волинської семінарії. 11 квітня 1868 р. одержав Євгенієво-Рум'янцевську премію за дослідження розпочате в 1866 р.: «Про словесні науки та літературні заняття у Київській академії від початку її до перетворення в 1819 році» (рос. О словесных науках и литературных занятиях в Киевской академии от начала её до преобразования в 1819 году). З 12 серпня 1868 р. — секретар правління Волинської семінарії, а 7 листопада 1868 р. затверджений у званні магістра богослов'я.
Від 1870 р. — викладач Київської духовної академії (КДА): з 24 квітня 1870 р. — доцент, з 17 вересня 1871 р. — екстраординарний професор кафедри теорії словесності та історії російської літератури.
З 1872 р. — секретар Церковно-історичного та археологічного товариства при Київській духовній академії. У 1870—1873 рр. викладав російську мову і словесність у 1-му Київському піхотному юнкерському училищі.
У 1873 р. обраний членом Ради КДА; в тому ж році з його ініціативи було відкрито товариство Нестора Літописця.
Після захисту дисертації «Про походження слов'яно-російського „Прологу“» (рос. О происхождении славяно-русского „Пролога“) 18 листопада 1875 р. отримав вчений ступінь доктора богослов'я. І 24 вересня 1876 р. обраний на посаду ординарного професора. У 1878—1919 рр. очолював Церковно-археологічний музей при Київській духовній академії, де було зібрано коло 40 тисяч пам'яток духовної і матеріальної культури.
У 1884—1887 рр. редагував видання «Київські єпархіальні відомості» (рос. Киевские епархиальные ведомости).
У 1890—1911 рр. — член правління КДА. З 4 серпня 1895 р. — заслужений ординарний професор КДА; з 1912 р. — почесний професор КДА.
У 1891 р. став хрещеним батьком М. Булгакова.
10 травня 1907 р. Вчена рада Харківського університету надала йому ступінь доктора російської мови і словесності.
З 1911 р. — дійсний член НТШ.
Від 1914 р. — почесний член Казанської духовної академії.
З 1916 р. — член-кореспондент Петроградської АН (29 грудня), почесний член Московської духовної академії (23 грудня).
Від 14 вересня 1918 р. — академік історико-філологічного відділення ВУАН.
Був директором Церковно-археологічного музею на Подолі.
Помер 20 червня 1921 р. й похований у Києві біля Київського Свято-Флорівського Вознесенського монастиря.

## Нагороди
- 1873 року — орден Св. Анни 3-го ступеня
- 1877 — орден Св. Станіслава 2-го ступеня
- 1881 — орден Св. Анни 2-го ступеня
- 1886 — орден Св. Володимира 4-го ступеня
- 1886 — повна Макаріївська премія — за наукові праці, опубліковані в академічних виданнях в 1884—1885 роках
- 1886 — мала Уваровська премія — за «Нариси історії української літератури XIX століття».
- 1892 — орден Св. Володимира 3-го ступеня
- 1895 — орден Св. Станіслава 1-го ступеня
- 1895 — Макаріївська премія — за дослідження «Київська академія в другій половині XVII століття».
- 1898 — велика золота медаль Російського археологічного товариства — за твори: «Покажчик Церковно-археологічного музею при Київській духовній академії», «Історико-топографічні нариси стародавнього Києва» і «Опис рукописних зібрань, що знаходяться в м. Києві».
- 1906 — орден Св. Анни 1-го ступеня
- 1908 — Макаріївська премія — за підготовку п'яти томів «Актів і документів, які стосуються історії Київської академії»
- 1913 — неповна Макаріївська премія — за «Нариси історії української літератури XVII і XVIII ст.»
- 1914 — велика золота медаль Російського археологічного товариства — за «Альбом пам'яток Церковно-археологічного товариства при Київській духовній академії»

## Праці
Провідна думка його літературознавчих праць є твердження, що українська література є самодостатньою, і не становить одну з гілок російської літератури.
- «Опис рукописів, що містяться в Музеї Церковно-археологічного товариства при Київській духовній академії» — 1875, 1877, 1879, 1892—1904 (рос. Описание рукописных собраний, находящихся в г. Киеве).(рос. дореф.)
- «О происхождении и составе славяно-русского печатного Пролога», 1875.(рос. дореф.)
- «Японська колекція в Церковно-археологічному музеї», 1881.
- «Описание рукописных собраний, находящихся в городе Киеве. Собрание рукописей Московского митрополита Макария (Булгакова), Мелецкого монастыря на Волыни, Киево-Братского монастыря и Киевской духовной семинарии», 1892.(рос. дореф.)
- «Покажчик Церковно-археологічного музею при Київській духовній академії» (рос. Указатель Церковно-археологического музея при Киевской духовной академии), К., 1897.(рос. дореф.)
- «Киевская академия во второй половине XVII века», 1895.(рос. дореф.)
- «Нариси історії української літератури ХІХ століття», 1880 (рос. Очерки из истории украинской литературы XVIII века) (elib.nplu.org)(рос. дореф.)
- «Нариси історії української літератури ХІХ століття», 1884 (рос. Очерки истории украинской литературы XIX столетия 1884)
- «Первый (малорусский) период жизни и научно-философского развития Григория Саввича Сковороды», 1902.
- «Нариси з історії української літератури XVII та XVIII століть», 1911 (рос. Очерки истории украинской литературы XVII и XVIII вв.), К., 1911.(рос. дореф.)
- «Альбом визначних пам'яток Церковно-археологічного музею при Київській духовній академії» — 1912—1915.
- «Историко-топографические очерки древнего Киева»(рос. дореф.)
- «Актов и документов, относящихся к истории Киевской академии»
- «Волынь: Исторические судьбы Северо-Западного края». СПб., 1888.(рос. дореф.)
- «Киев, его святыни и памятники». СПб., 1896.(рос. дореф.)
- "О росписании стен и вообще об украшении Киевского Владимирского собора. Киев: Тип. И. И. Горбунова, 1899. 80 с.(рос. дореф.)
- «Акты и документы, относящиеся к истории Киевской духовной академии», т. 1—5. К., 1904—1908. (elib.nplu.org)(рос. дореф.)
- «Ученые труды по исследованиям новооткрытых в Киеве Зверинецких пещер» Петроград: Тип. Рос. акад. наук, 1918. 29 с. (elib.nplu.org)(рос. дореф.)